# Rubén Ramírez Hidalgo
Rubén Ramírez Hidalgo (Alacant, 6 de gener de 1978) és un tennista valencià.
Ha guanyat 7 títols del circuit Challenger (4 en individuals i 3 en dobles), però encara no n'ha guanyat cap en l'ATP. En dobles va disputar tres finals al costat del català Albert Montañés, totes tres al febrer de 2007 en la gira sud-americana sobre terra batuda.

## Biografia
Fill de José María i Jeanine, té dues germanes més grans: Rebeca i Raquel.
La seva muller s'anomena Cristina i tenen dues filles: Martina i Valeria.

## Palmarès

### Dobles masculins: 3 (0−3)
| Llegenda (pre/post 2009)                                 |
| -------------------------------------------------------- |
| Grand Slams (0−0)                                        |
| Tennis Masters Cup / ATP Finals (0−0)                    |
| ATP Masters Series / ATP World Tour Masters 1000 (0−0)   |
| ATP International Series Gold / ATP World Tour 500 (0−0) |
| ATP International Series / ATP World Tour 250 (0−3)      |

| Títols per superfície |
| --------------------- |
| Dura (0−0)            |
| Gespa (0−0)           |
| Terra batuda (0−3)    |

| Resultat  | Núm. | Data                 | Torneig                 | Superfície   | Parella         | Oponents                        | Marcador         |
| --------- | ---- | -------------------- | ----------------------- | ------------ | --------------- | ------------------------------- | ---------------- |
| Finalista | 1.   | 4 de febrer de 2007  | Viña del Mar, Xile      | Terra batuda | Albert Montañés | Paul Capdeville Óscar Hernández | 6−4, 4−6, [6−10] |
| Finalista | 2.   | 19 de febrer de 2007 | Costa do Sauipe, Brasil | Terra batuda | Albert Montañés | Lukáš Dlouhý Pavel Vízner       | 2−6, 6−7(4)      |
| Finalista | 3.   | 26 de febrer de 2007 | Buenos Aires, Argentina | Terra batuda | Albert Montañés | Martín García Sebastián Prieto  | 4−6, 2−6         |

## Trajectòria

### Individual
| Open d'Austràlia | A   | A   | Q1  | A   | Q2  | A    | 1R   | A   | A     | 1R   | A   | A    | A   | 1R   | A    | 2R  | A   | A   | A   | A   | 0 / 4    | 0 – 4    |
| Roland Garros | A   | A   | A   | A   | Q3  | Q2   | 1R   | Q1  | 4R    | 1R   | Q3  | A    | Q2  | 2R   | 1R   | A   | Q1  | Q1  | A   | Q1  | 0 / 5    | 4 – 5    |
| Wimbledon | A   | A   | A   | A   | A   | A    | 1R   | Q1  | 1R    | 1R   | A   | A    | A   | 1R   | 1R   | A   | A   | A   | Q2  | Q1  | 0 / 5    | 0 – 5    |
| US Open | A   | A   | A   | A   | A   | 1R   | A    | A   | 1R    | 1R   | A   | 1R   | 2R  | A    | 2R   | A   | A   | A   | A   | A   | 0 / 6    | 1 – 6    |
| Total Victòries−Derrotes                                                                                                   | 0−0 | 0−0 | 0−0 | 1−1 | 0−3 | 5−11 | 7−19 | 5−5 | 25−20 | 9−18 | 1−6 | 4−10 | 1−4 | 5−15 | 3−12 | 2−6 | 0−3 | 0−0 | 0−0 | 0−0 | 68 – 133 | 68 – 133 |
| Rànquing a final d'any | 620 | 381 | 333 | 154 | 141 | 80   | 130  | 120 | 57    | 133  | 121 | 156  | 77  | 130  | 91   | 166 | 224 | 253 | 148 | 430 |          |          |
| Llegenda: G: Guanyador; F: Finalista; SF: Semifinalista; QF: Quarts de final; Q: Qualificació; A: Absent; RR: Round Robin; |     |     |     |     |     |      |      |     |       |      |     |      |     |      |      |     |     |     |     |     |          |          |

### Dobles masculins
| Open d'Austràlia | A   | 1R   | A   | A    | 2R    | A   | A    | A   | 3R    | A    | A   | A   | 0 / 3   | 3 – 3   |
| Roland Garros | A   | 1R   | A   | A    | 1R    | A   | A    | A   | 2R    | 1R   | A   | A   | 0 / 4   | 1 – 4   |
| Wimbledon | A   | 1R   | A   | 1R   | 1R    | A   | A    | A   | 1R    | 1R   | A   | A   | 0 / 5   | 0 – 5   |
| US Open | A   | A    | A   | 1R   | 1R    | A   | 2R   | 2R  | A     | 1R   | A   | A   | 0 / 5   | 2 – 5   |
| Total Victòries−Derrotes                                                                                                   | 1−4 | 3−13 | 0−0 | 1−11 | 12−18 | 6−4 | 2−10 | 3−4 | 10−13 | 2−10 | 3−3 | 0−0 | 43 – 91 | 43 – 91 |
| Rànquing a final d'any | 199 | 167  | 218 | 303  | 73    | 105 | 81   | 120 | 56    | 177  | 278 | 296 |         |         |
| Llegenda: G: Guanyador; F: Finalista; SF: Semifinalista; QF: Quarts de final; Q: Qualificació; A: Absent; RR: Round Robin; |     |      |     |      |       |     |      |     |       |      |     |     |         |         |